# إبراهيم سيناء
إبراهيم سيناء (بالعبرية: אברהם סיני‏) لبناني من أصل مسلم اعتنق اليهودية. عضو سابق حزب الله. واليوم يعيش في صفد، مع زوجته ولديه سبعة أبناء.

## روابط خارجية
- إدان أفني، "رجل صواب من أرض حزب الله (باللغة إنجليزية)"، YNetNews.